# كورتني جونسون (لاعبة كرة الماء)
كورتني جونسون (بالإنجليزية: Courtney Johnson)‏ هي لاعبة كرة الماء أمريكية، ولدت في 7 مايو 1974 في مدينة سولت ليك في الولايات المتحدة.

## وصلات خارجية
- كورتني جونسون على موقع اللجنة الأولمبية الدولية (الإنجليزية)
- كورتني جونسون على موقع أوليمبيديا (الإنجليزية)